# NGC 499
NGC 499 est une galaxie lenticulaire située dans la constellation des Poissons. NGC 499 a été découverte par l'astronome germano-britannique William Herschel en 1784. La galaxie NGC 499 a été observée le 1er décembre 1899 par l'astronome français Stéphane Javelle et elle a été inscrite au catalogue IC sous la désignation IC 1686.

## Caractéristiques
Sa vitesse par rapport au fond diffus cosmologique est de 4 116 ± 22 km/s, ce qui correspond à une distance de Hubble de 60,7 ± 4,3 Mpc (∼198 millions d'al).
À ce jour, 11 mesures non basées sur le décalage vers le rouge (redshift) donnent une distance de 66,300 ± 18,438 Mpc (∼216 millions d'al), ce qui est à l'intérieur des valeurs de la distance de Hubble.
Selon la base de données Simbad, NGC 499 est une galaxie LINER, c'est-à-dire une galaxie dont le noyau présente un spectre d'émission caractérisé par de larges raies d'atomes faiblement ionisés.

## Groupe de NGC 499
NGC 499 est la galaxie la plus brillante d'un groupe de galaxies qui porte son nom. Les autres galaxies du groupe de NGC 499 sont NGC 495, NGC 504, NGC 517, NGC 582 et PGC 5026.

## Groupe WBL 038
En se basant sur un catalogue de 732 groupes de galaxies rapprochées et pauvres en membres publié en mai 1999 par Richard A. White, Mark Bliton, Suketu P. Bhavsar, Patricia Bornmann, Jack O. Burns, Michael J. Ledlow et Christen Loken, la base de données indique que NGC 507 fait partie du groupe WBL 308. La désignation employée pour les groupes de ce catalogue est WBL xyz-ab, où xyz est le numéro du groupe et ab le numéro de la galaxie qui dépasse très rarement 10. L'identification de la galaxie peut être réalisée la plupart du temps en entrant la désigantion WBL xyz-ab de celle-ci dans la base de données NASA/IPAC. Selon ce catalogue, le groupe  WBL 038 ecomprend 22 galaxies, mais malheureusement elles ne sont pas identifiées. Cependant, selon A.M. Garcia, certaines d'entre elles font partie du groupe de NGC 499 et d'autres du groupe de NGC 507. Le tableau ci-dessous permet de faire la comparaison entre les deux articles. La première collonne indique, s'il y a lieu, le groupe auquel appartient la galaxie selon A.M. Garcia.
| Groupe | Dés WBL    | Autre désignation | Class.            | Type         | Constellation | α (J2000.0)      | δ (J2000.0)     | Vitesse radiale (km/s) | m      | Distance (Mpc) | Diamètre (kal) |
| ------ | ---------- | ----------------- | ----------------- | ------------ | ------------- | ---------------- | --------------- | ---------------------- | ------ | -------------- | -------------- |
|        | WBL 038-01 | UGC 478           | Sa                | Spirale      | Pégase        | 00h 46m 25.7285s | 30° 14′ 18.193″ | 4997 ± 6               | -18,48 | 69,1 ± 4,9     | 113            |
|        | WBL 038-02 | CGCG 500-090      | ?                 | ?            | Pégase        | 00h 46m 52.3716s | 30° 16′ 03.946″ | 4723 ± 109             | -18,48 | 69,0 ± 5,1     | 52             |
|        | WBL 038-03 | UGC 485           | Sd                | Spirale      | Pégase        | 00h 47m 08.2831s | 30° 20′ 27.754″ | 5248 ± 2               | -22,30 | 73,0 ± 5,1     | 137            |
|        | WBL 038-04 | NGC 483           | S?                | Spirale      | Poissons      | 01h 21m 56.3067s | 33° 31′ 15.651″ | 5997 ± 20              | 13,2   | 84,3 ± 5,9     | 105            |
|        | WBL 038-05 | IC 1682           | ?                 | ?            | Poissons      | 01h 22m 13.2005s | 33° 15′ 27.243″ | 4330 ± 20              | 13,6   | 59,7 ± 4,2     | 77             |
|        | WBL 038-06 | CGCG 502-055      | ?                 | ?            | Poissons      | 01h 22m 33.9988s | 33° 06′ 12.145″ | 6039 ± 60              | ?      | 84,9 ± 6,1     | 84             |
|        | WBL 038-07 | NGC 494           | Sab               | Spirale      | Poissons      | 01h 22m 55.3780s | 33° 10′ 25.993″ | 5462 ± 9               | 12,9   | 76,4 ± 4,4     | 155            |
| Gr 499 | WBL 038-08 | NGC 495           | (R')SB(s)0/a pec? | Lenticulaire | Poissons      | 01h 22m 55.9567s | 33° 28′ 17.027″ | 4114 ± 10              | 12,9   | 56,5 ± 4,0     | 102            |
| Gr 499 | WBL 038-09 | NGC 499           | S0-               | Lenticulaire | Poissons      | 01h 23m 11.5936s | 33° 27′ 36.864″ | 4399 ± 10              | 12,1   | 60,7 ± 4,3     | 145            |
|        | WBL 038-10 | NGC 496           | Sbc               | Spirale      | Pégase        | 01h 23m 11.5832s | 33° 31′ 45.132″ | 6004 ± 3               | 13,4   | 84,4 ± 5,9     | 114            |
| Gr 507 | WBL 038-11 | IC 1687           | E3                | Elliptique   | Pégase        | 01h 23m 19.1349s | 33° 16′ 39.248″ | 4839 ± 20              | 13,7   | 69,9 ± 4,9     | 70             |
| Gr 507 | WBL 038-12 | NGC 483           | SA0^0(r)          | Lenticulaire | Poissons      | 01h 23m 22.4103s | 33° 25′ 58.693″ | 4830 ± 15              | 12,8   | 69,7 ± 4,9     | 59             |
| Gr 499 | WBL 038-13 | NGC 504           | S0                | Lenticulaire | Poissons      | 01h 23m 27.9121s | 33° 12′ 15.798″ | 4148 ± 13              | 13,0   | 57,0 ± 4,0     | 111            |
|        | WBL 038-14 | NGC 503           | E?                | Elliptique   | Poissons      | 01h 23m 28.4268s | 33° 19′ 54.570″ | 5922 ± 20              | 14,1   | 83,2 ± 5,8     | 85             |
| Gr 507 | WBL 038-15 | NGC 507           | SA(r)0^0^         | Lenticulaire | Poissons      | 01h 23m 39.9511s | 33° 15′ 21.901″ | 4934 ± 7               | 11,2   | 68,6 ± 4,8     | 262            |
|        | WBL 038-16 | NGC 515           | E0?               | Elliptique   | Poissons      | 01h 23m 40.5841s | 33° 16′ 50.512″ | 5526 ± 12              | 13,1   | 77,2 ± 5,4     | 102            |
| Gr 507 | WBL 038-17 | IC 1689           | S0?               | Lenticulaire | Poissons      | 01h 23m 47.8798s | 33° 03′ 19.161″ | 4566 ± 7               | 18,8   | 63,2 ± 4,4     | 71             |
| Gr 507 | WBL 038-18 | IC 1690           | S0                | Lenticulaire | Poissons      | 01h 23m 49.5278s | 33° 09′ 22.530″ | 4636 ± 11              | 13,9   | 64,2 ± 4,4     | 70             |
|        | WBL 038-19 | ARK 039           | S?                | Spirale      | Poissons      | 01h 23m 58.5185s | 33° 18′ 47.750″ | 5022 ± 20              | -19,4  | 69,9 ± 4,9     | 64             |
|        | WBL 038-20 | IC 1692           | ?                 | ?            | Poissons      | 01h 24m 39.5368s | 33° 14′ 08.733″ | 5525 ± 23              | -18,9  | 77,3 ± 5,5     | 62             |
|        | WBL 038-21 | NGC 515           | S0                | Lenticulaire | Poissons      | 01h 24m 38.5156s | 33° 28′ 22.106″ | 5097 ± 20              | 13,0   | 71,0 ± 5,0     | 130            |
| Gr 499 | WBL 038-22 | NGC 517           | S0                | Lenticulaire | Poissons      | 01h 24m 43.8103s | 33° 25′ 46.364″ | 4204 ± 18              | 12,5   | 57,1 ± 4,1     | 130            |